# Partit Liberal Colombià
El Partit Liberal Colombià, (oficialment i en castellà: Partido Liberal Colombiano) és un dels dos partits polítics tradicionals de Colòmbia, fundat en 1848 per José Ezequiel Rojas.
Juntament amb el Partit Conservador han governat Colòmbia des de 1900 fins a l'any 2002, data en la qual ascendeix en poder Álvaro Uribe Vélez. Els dos partits van ser protagonistes de fortes disputes civils que van deixar centenars de morts i desplaçats, sobretot en l'època coneguda com la violència, la situació es va calmar amb la solució a la crisi dels partits generada pel govern de Gustavo Rojas Pinilla, obligant-li a dimitir del càrrec i acordant el "Front Nacional", on els dos partits s'alternarien en el poder en 4 períodes presidencials de 4 anys cadascun (1958 - 1974). Diversos líders del Partit Liberal ressalten per la seva importància en la història de la República, entre ells Rafael Uribe Uribe, Alfonso López Pumarejo, Jorge Eliecer Gaitán i Luis Carlos Galán Sarmiento.